# Соколово-Мещерская улица
Соколо́во-Меще́рская улица — улица в районе Куркино Северо-Западного административного округа города Москвы.
Улица проходит от Воротынской улицы до Новокуркинского шоссе. До 2001 года имела название Проектируемый проезд № 1139.

## Происхождение названия
Улица получила свое название в 2001 году, и примерно находится на месте старинного села Соколово-Мещерское (в обоих названиях ударная гласная именно е, а не ё), бывшего имения героя Чесменского сражения Адриана Ивановича Дивова.

## Здания и сооружения

### По нечётной стороне
По нечётной стороне:
- № 1 — № 39.

### По чётной стороне
По чётной стороне:
- № 2 — № 40

## Общественный транспорт
По улице проходят общественный транспорт, автобус:
- № 362/№ 324, соединяющий Куркино со станцией метро «Планерная».
- № 358, идущий до метро «Ховрино» и «Речной Вокзал».
- № 359, идущий с Севера Куркино до метро«Пятницкое шоссе».
- № 42/№ 980/№ 981, Химкинские маршруты которые проходят через Соколова мещерскую улицу до метро «Планерная» маршрут № 42 до станции МЦД «Химки».

Ближайшие станции метро — «Молжаниново», «Химки» и «Планерная».